# Ava Helen Pauling
Ava Helen Pauling (24 de dezembro de 1903 – 7 de dezembro de 1981) foi uma ativista dos direitos humanos estadunidense, mulher de Linus Pauling, laureado com o Nobel de Química.
Envolveu-se em diversos movimentos sociais, incluindo direitos da mulher, igualdade racial e paz mundial.
Uma ávida New Dealer, Ava Helen Pauling teve concretos interesses em política dos Estados Unidos e reformas sociais. A ela é creditada a introdução de Linus Pauling na área de estudos da paz, pela qual ele recebeu o Nobel da Paz de 1962.